# 8205-ös mellékút (Magyarország)
A 8205-ös mellékút egy négy számjegyű mellékút Fejér vármegye északnyugati részén, amely Fehérvárcsurgót és a 8204-es utat köti össze a 81-es főúttal.

## Nyomvonala
Fehérvárcsurgó belterületétől délre ágazik ki a 8204-es útból, kevéssel annak 6+300-as kilométerszelvénye után, kelet felé, Igari út néven. 750 méter után keresztezi a Móri-víz, majd 1 kilométer után a Malom-árok folyását. 1+250-es kilométerszelvénye táján keresztezi a MÁV 5-ös számú Székesfehérvár–Komárom-vasútvonalát is, Fehérvárcsurgó megállóhely északi szélén, majd 1,8 kilométer megtétele után északkeleti irányba fordul. A 81-es főútba torkollva ér véget, annak 14+300-as kilométerszelvénye előtt, Fehérvárcsurgó Igar településrészénél. Teljes hossza, az országos közutak térképes nyilvántartását szolgáló kira.gov.hu adatbázisa szerint 2+370 kilométer.